# Explosion du dépôt militaire de Toropets
Dans la nuit du 17 au 18 septembre 2024, dans le cadre de la guerre russo-ukrainienne, l'Ukraine a lancé une attaque de drone sur le dépôt de munitions  de la Direction principale des missiles et de l'artillerie (GRAU) à Toropets, oblast de Tver, en Russie, provoquant une série massive d'explosions, d'incendies et brisant des vitres dans les villes alentours,. L'explosion principale a provoqué une onde sismique de magnitude 2,5 à 2,8 le 18 septembre à 3 h 56. 14h00, heure locale,.

## Contexte
Le 6 août 2024, l’Ukraine a lancé une incursion dans l'oblast de Koursk. L'Ukraine cherche à obtenir de ses alliés des armes à plus longue portée et le droit de les utiliser plus profondément en Russie, dans le but d'attaquer des cibles militaires légitimes utilisées par la Russie pour attaquer l'Ukraine et de faire pression politique sur le gouvernement russe. Revendiquée par l'Ukraine et menée avec des drones aériens de fabrication nationale, cette frappe viserait à normaliser de telles attaques en profondeur afin d'assouplir la position des alliés. Les représentants ukrainiens ont déclaré que davantage d'attaques de ce type sont attendues afin de réduire « méthodiquement » le potentiel de la Russie.

## Cible
Euronews a rapporté que le dépôt de munitions militaires avait été rénové en 2018, et que le vice-ministre russe de la Défense avait affirmé que « le site répondait aux « normes internationales les plus élevées » et pouvait se défendre contre des armes telles que des missiles et « même une petite attaque nucléaire ». Euronews a également rapporté qu'environ 30 000 tonnes de munitions militaires étaient stockées dans l'installation, dont « des réservoirs de carburant, ainsi que des missiles destinés aux systèmes de missiles Iskander et Tochka-U, des bombes aériennes guidées et des munitions d'artillerie diverses... y compris des munitions nord-coréennes. ». NBC a rapporté que des missiles KAB étaient également stockés dans l'installation.

### Contenu du dépôt
- Réservoirs de carburant[8]
- Missiles et dépôts d'explosifs[5]
- Missiles S300[9]
- Systèmes de missiles tactiques Iskander[3],[8]
- Systèmes de missiles tactiques Tochka-U[3],[8]
- Bombes aériennes guidées[3],[8] / KAB[5],[7]
- Missiles nord-coréens KN-23[9]
- Munitions d'artillerie[3],[8]
- Munitions nord-coréennes[8]

## Attaque
Ukrayinska Pravda a cité les services de sécurité ukrainiens, les services de renseignement de défense et les forces d'opérations spéciales comme étant les auteurs de l'attaque nocturne. Selon le ministère russe de la Défense, les 54 drones ukrainiens visant les régions occidentales de la Russie ont été interceptés avec succès. Selon Igor Rudenya, gouverneur de l'oblast de Tver, les débris d'un drone ukrainien abattu avec succès ont provoqué l'incendie, enflammant le dépôt de munitions et provoquant une série d'explosions,,,,.
Le 22 septembre 2024, les médias ont rapporté que des drones ukrainiens avaient frappé un deuxième dépôt de munitions situé au sud de Toropets, provoquant à nouveau un grand incendie.

## Explosions

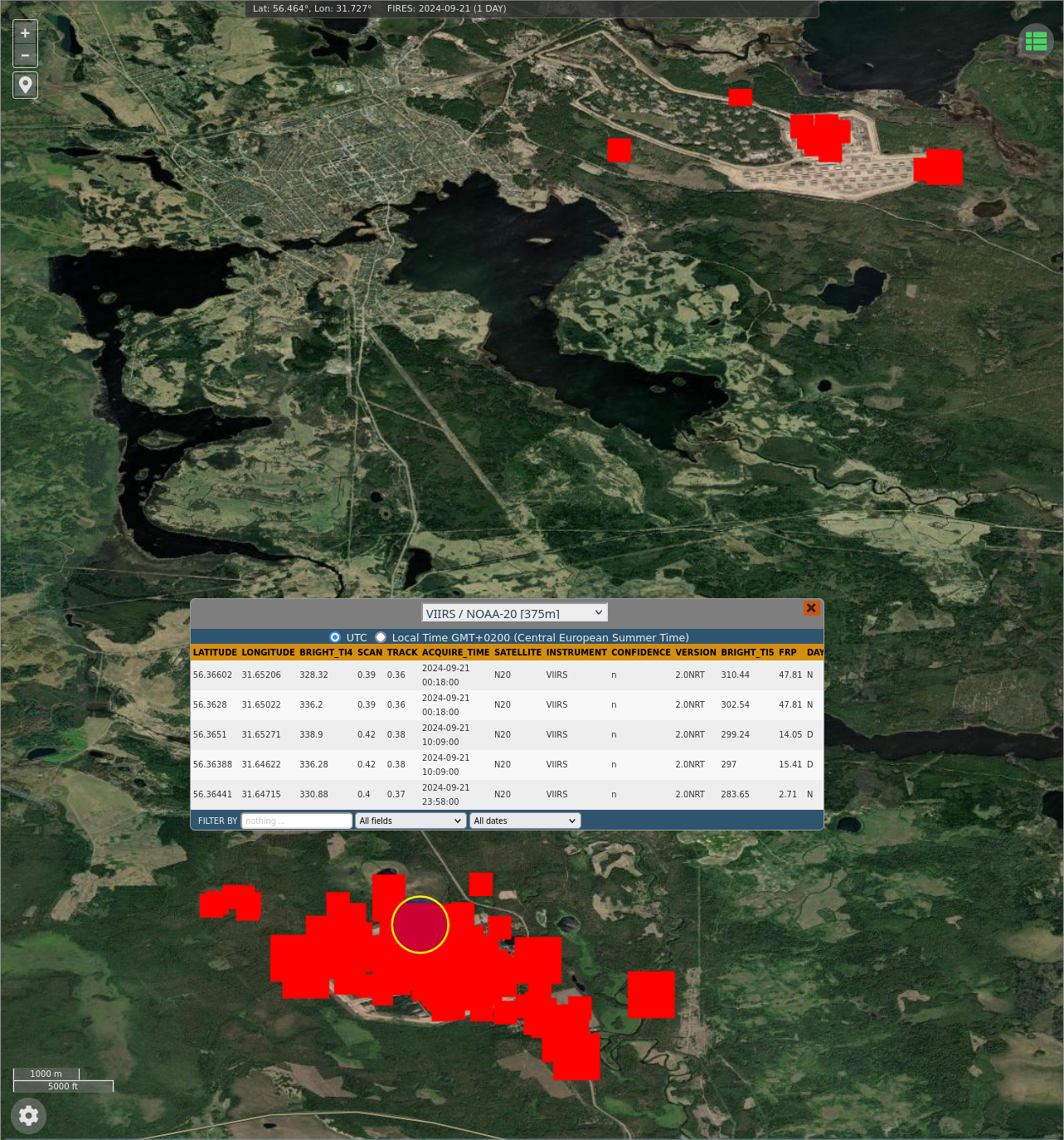
Imagerie FIRMS de la NASA du 21 septembre 2024 montrant le nouvel incendie étendu au sud de Toropets et l'incendie toujours en cours de la première attaque à l'est de Toropets

L'attaque a provoqué de multiples explosions secondaires, la plus importante étant une explosion de magnitude sismique. L'onde de choc s'est propagée jusqu'à 320 km et aurait contenu un équivalent TNT de 200 à 240 tonnes d'explosifs,. Les incendies qui en ont résulté ont été détectés par les systèmes de surveillance des incendies de la NASA comme couvrant une zone d'environ 13 km2.

## Conséquences
Igor Rudenya, gouverneur de l'oblast de Tver, a annoncé une évacuation partielle de la ville, mais qu'il n'y avait pas eu de blessés graves ni de morts,,,. Les autorités russes ont rapporté plus tard que 13 personnes avaient été blessées.